# STS-110
STS-110 je označení jedenáctidenního letu raketoplánu Atlantis k Mezinárodní vesmírné stanici v dubnu 2002. Hlavním úkolem mise byla doprava a montáž základní kostry nosníku panelů s
fotovoltaickými (slunečními) články.

## Posádka
- Michael J. Bloomfield (3), velitel
- Stephen N. Frick (1), pilot
- Jerry L. Ross (7), letový specialista
- Steven L. Smith (4), letový specialista
- Ellen Ochoaová (4), letový specialista
- Lee M.E. Morin (1), letový specialista
- Rex J. Walheim (1), letový specialista

(v závorkách je uveden dosavadní počet letů do vesmíru včetně této mise).

## Výstupy do vesmíru (EVA)
- EVA 1: 11. dubna 2002 - 7 h 48 m
- EVA 2: 13. dubna 2002 - 7 h 30 m
- EVA 3: 14. dubna 2002 - 6 h 27 m
- EVA 4: 16. dubna 2002 - 6 h 37 m